# Torrent del Sot de Pumanyà
El torrent del Sot de Pumanyà és un torrent del terme municipal de Monistrol de Calders, de la comarca del Moianès.
Es forma a l'extrem nord-est del Sot de Pumanyà, des d'on davalla cap a l'oest-sud-oest, travessa els Avellaners del Pere Pla, passa pel centre del sot esmentat, deixa a la dreta de la Pedrera de Pumanyà després de travessar la resclosa de Pumanyà, salta la cinglera al lloc on hi havia la vinya del Postilla, i s'aboca en el torrent de Colljovà poc abans que aquest torrent caigui en el Salt del Torrent de Colljovà.